# 平ノ石辰治郎
平ノ石 辰治郎（ひらのいし たつじろう、1880年12月20日 - 1925年11月9日）は、現在の福島県いわき市出身で玉垣部屋、尾車部屋、峰崎部屋に所属した元大相撲力士。12代玉垣。本名は緑川 辰次郎。167cm、94kg。最高位は西前頭4枚目。

## 経歴
磐城炭坑で石炭運搬に従事していたが、相撲の強さを見出した上司から勧められて入門。1900年1月、初土俵・序ノ口、1905年玉垣部屋消滅で尾車部屋に移籍し横綱大砲、大関荒岩の指導を受け、1908年5月十両昇進した。1911年2月新入幕、1917年1月引退した。小兵であったが、右四つからの下手投げを得意とし、とったりの奇襲も見せる手取り力士であった。1912年1月、5月と大関駒ヶ嶽國力には2勝している。現役中、師匠の死によって転籍していたが、二枚鑑札となり、いずれ玉垣部屋を再興するつもりでいたが1925年11月脳充血がもとで44歳で死去。裁判の傍聴が好きで、法に通じていた。また大の酒豪であったとされる。

## 成績
- 幕内9場所22勝24敗35休8分1預

## 改名
平ノ石→玉垣